# Tommy Boyce
Sidney Thomas 'Tommy' Boyce (Charlottesville, 29 september 1939 - Nashville, 23 november 1994) was een Amerikaanse songwriter.

## Geschiedenis
In oktober 1959 schreef Boyce samen met John Marascalco de song Be my Guest (8e plaats) voor Fats Domino. Zijn volgende aanzienlijke composities waren Pretty Little Angel Eyes (juni 1961) en Under The Moon Of Love (oktober 1961) van Curtis Lee. Het laatste nummer werd overigens zeer succesvol gecoverd door Showaddywaddy in 1976 (1e plaats, VK). Tijdens deze periode nam Boyce zelf ook songs op, waaronder zijn zelfgeschreven hit I'll Remember Carol (oktober 1962, 80e plaats). Voor de enige twist-koning Chubby Checker ontstond in juni 1964 de song Lazy Elsie Mollie, die Checkers muzikale neergang echter niet kon stoppen. Samen met Wes Farrell componeerde Boyce in september 1964 de song Come a Little Bit Closer (3e plaats) voor Jay & the Americans. Bobby Hart schreef in februari 1965 de top 10-hit Hurt So Bad voor Little Anthony & the Imperials, voordat de eerste meetbare samenwerking van Boyce en Hart in februari 1965 ontstond met Peaches 'n' Cream van The Ikettes, de voornaamste begeleidingsgroep van Ike & Tina Turner. Freddy Cannon probeerde in augustus 1965 tevergeefs om met Action zijn carrière weer een boost te geven, echter zou het zijn voorlaatste single worden. Paul Revere & the Raiders aanvaardden voor hun lp Midnight Ride (juni 1966) de song I'm Not Your Stepping Stone, die later nog aan betekenis zou toenemen. De regelmaat van de composities was in vergelijking met andere auteurs nog enigszins overzichtelijk en de successen bleven binnen de perken.
Dat veranderde toen de muziekuitgever Don Kirshner opmerkzaam werd op Boyce & Hart en ze aan het begin van 1966 inhuurde voor een tv-project naast andere auteurs. Het betrof hier de wekelijkse NBC-sitcom-serie The Monkees, waarvoor een gelijknamige band werd gezocht, die moest worden voorzien van songmateriaal. De band en songs zouden in deze serie worden gepresenteerd. Na een casting onder 400 kandidaten bleven er vier gegadigden over, overigens met een bescheiden muzikaal talent. Boyce en Hart schreven met Last Train to Clarksville (augustus 1966) voor The Monkees hun eerste nummer 1-hit met een omzet van 1,9 miljoen exemplaren. Weliswaar werden The Monkees bij de productie behoorlijk ondersteund, want Boyce en Hart zongen mee, begeleid door sessiemuzikanten. Met de tv-serie als medium scheen het te lukken, The Monkees als concurrentie op te bouwen van The Beatles. De volgende single van The Monkees bereikte met een verder verkooprecord de 1e positie: De A-kant I'm a Believer werd weliswaar gecomponeerd door Neil Diamond, maar de Boyce/Hart-compositie I'm Not Your Stepping Stone kon als B-kant aan de omzet van meer dan een miljoen vooraf bestellingen een bijdrage leveren. Het team schreef dan nog de single Valerie (februari 1968). In totaal waren Boyce/Hart verantwoordelijk voor rond 80 procent van de Monkees-songs, meestal verborgen op lp's. Buiten de soundtrack Head bevatte elke Monkees-lp enkele songs van Boyce/Hart. In totaal ontstonden zo voor de band 30 songs.
De Britse band Herman's Hermits coverde het in 1966 als filmmuziek gecomponeerde If you're thinking what I'm thinking in april 1967, voordat zich dan Boyce/Hart op hun eigen carrière als vertolkers concentreerden. Hun grootste succes was hun eigen compositie I wonder what she's doing tonight (december 1967, 8e plaats) uit de film The Ambushers van Dean Martin. Er volgden Goodbye baby (april 1968) en Alice long (juli 1968). Later produceerde en componeerde Boyce nog voor artiesten als Iggy Pop (de lp Party, 1998), Meat Loaf en Del Shannon.
In totaal hebben Boyce/Hart met hun composities meer dan 85 miljoen platen verkocht. Tussen juni 1964 en juni 1968 had Boyce volgens BMI 209 songs gecomponeerd, die 42 miljoen keer zijn worden omgezet.

## Overlijden
Tommy Boyce overleed in november 1994 op 55-jarige leeftijd.
- Biblioteca Nacional de España: XX1628599
- Bibliothèque nationale de France: cb14822585k (data)
- Gemeinsame Normdatei: 119247063X
- International Standard Name Identifier: 0000 0000 5940 991X
- Library of Congress Control Number: n92085529
- MusicBrainz: 03a5091e-1dd6-4034-a587-49815cc4a220
- Virtual International Authority File: 9043274
- WorldCat: E39PCjH4xYqXjCfQTKBf8pMhQC